# Käseln
Unter Käseln versteht der Weintrinker den Lichtgeschmack, der durch Bestrahlen von Weinflaschen in klarem Glas vor allem durch Tageslicht aber auch durch Neonlicht entsteht. Ursache ist die UV-Strahlung im Licht.
Das Bouquet des Weines erinnert dann an Käse oder weist auch faulige Gerüche auf. Der Wein gilt als verdorben. (→ Weinfehler) Eine Bekämpfung beim Winzer erfolgt wie beim Böckser durch Zusatz von Kupfersulfat oder Silberchlorid.
Ein einfacher und effizienter Schutz vor der Ausbildung des unerwünschten Käselns ist die Verpackung in lichtundurchlässigen Materialien, also in dunklen Flaschen. Noch relativ neu ist die Zugabe von Vanadiumpentaoxid zur Glasschmelze. So werden auch Weißglasflaschen undurchlässig für UV-Strahlung, die Bildung des Fehlaromas wird hierdurch unterbunden.